# Aleister Crowley
Aleister Crowley (Leamington Spa, 12. listopada 1875. – Hastings, 1. prosinca 1947.), pravim imenom Alexander Edward Crowley, engleski književnik, okultist i astrolog. Bio je pripadnik nekoliko okultnih organizacija, a neki ga smatraju osnivačem modernog sotonizma.

## Životopis
Rodio se u obitelji koja je pripadala kršćanskoj sekti Plymouth bratstva, ali se, još kao mlad, zbog iznenadne smrti svoga oca udaljio od religijskih uvjerenja svojih roditelja.
Godine 1896. upisao se na Trinity College u Cambridgeu, gdje je počeo čitati alkemijske, mistične i magijske tekstove.
Svoju prvu poemu "Aceldama" objavljuje 1898. godine, napušta Cambridge i susreće Juliana L. Bakera koji ga upoznaje s hermetičkim redom Zlatne zore. Crowley ulazi u Red i uzima ime Perdurabo (lat. izdržat ću).
Kontakt sa Zlatnom zorom za Crowleya je predstavljao prvo upoznavanje s organiziranom, ritualnom magijom. U osnovi Zlatne zore krila se kabala. Međutim, pored kabale, sadržavala je i učenje o tarotu, astrologiji, alkemiji, proricanju, ali i o filozofskom stavu prema magiji i ritualima.
Godine 1899. Crowley se sprijateljuje sa S. L. Mathersom. Kasnije među njima dolazi do nepremostivih nesuglasica i oni se razilaze, pri čemu Crowley odlazi u O.T.O. Postoje priče da je između Mathersa i Crowleya došlo do magijskog sukoba te su neki optuživali Crowleya za Mathersovu smrt od gripe, vjerujući da su tu umiješane crnomagijske sile. Iste godine kada je upoznao Mathersa, Crowley kupuje kuću na obalama Loch Nessa i izvodi Abra-Melin operaciju.
Crowley se 1900. po prvi put sukobljava s Redom, te biva izbačen iz bratstva te iste godine odlazi u Meksiko.
Sljedeće godine piše "Tannhausera", nastavlja s čarolijama i iskušava enokijansku magiju. Razvija ritual samoinicijacije i traži titulu "Adeptus Maior". Nakon toga završit će na Ceylonu gdje prakticira yogu pod budnom prismotrom svog bivšeg učitelja u Zlatnoj zori Allana Benneta, koji je u međuvremenu postao budistički svećenik. Nakon Ceylona, pa sve do 1902. godine, luta Indijom i Burmom.
U London se vraća 1903. godine i utemeljuje svoju izdavačku kuću. Iste godine ženi se sestrom Geralda Kellyja, Rose, za koju se navodno naknadno ustanovilo da je vidovnjakinja. Zatim ponovno putuje svijetom; Pariz, Napulj, Kairo i Indija samo su mu usputne stanice.
Na povratku vraća se u Kairo kako bi završio "The Sword of Song", "The Argonauts" i "The Book of Goetia of Solomon the King".
Godine 1904. zapisao je "Knjigu zakona" koju mu je navodno izdiktirao neki entitet imenom Aiwass, koji se pojavio nakon prizivanja egipatskog boga Hora.
Prvo će mu dijete, kćer Lola Zaza umrijeti od tifusa u Rangoonu u Indiji za vrijeme jednog od njegovih putovanja i o njenoj smrti saznat će tek nakon povratka u SAD.
Godine 1908. pješači kroz Španjolsku i Maroko zajedno s pjesnikom Victorom Neuburgom, na temelju čega će napisati "Viziju i glas".
U razdoblju 1909. – 1913. objavljuje prvih deset dijelova "The Equinox". Razvodi se od Rose Kelly zbog njezina alkoholizma, i dobiva titulu "majstora hrama". Uto počinje vjerovati da je reinkarnacija Eliphasa Levija, te da je u prethodnim životima bio okultist iz 18. stoljeća grof Cagliostro i papa Aleksandar VI.
Godine 1909. učlanjuje se u O.T.O. i postaje poglavnik britanskog ogranka, a 1913. objavljuje "Knjigu laži".
Pred početak Prvog svjetskog rata, Crowley se preselio u SAD, gdje traži titulu magusa, propovjednika novog eona. Godine 1916. nastanjuje se u New Hampshireu, a 1919. godine, objavljuje "The Blue Eqiunox", III, 1. Zatim odlazi u Italiju, odakle je protjeran nakon mnogo priča o crnomagijaštvu i nekoliko smrti, među kojima je bila i smrt druge Crowleyeve kćeri, Pouppe koju je imao s tzv. Skrletnom ženom, Leah Hirsig. To je vrijeme kada je već posve ovisan o heroinu i kokainu.
Iz Italije odlazi u Tunis i završava "Ispovijedi". Dvije godine kasnije, na poziv Heinricha Trankera iz Thuringena u Njemačkoj, postaje međunarodni šef O.T.O.-a.
Između 1926. – 1928. godine poduzima niz putovanja kroz Francusku, Njemačku i sjevernu Afriku. Sve više propada, kako fizički tako i financijski, a reputacija "najopakijeg čovjeka na svijetu", kako su ga mnogi zvali, prati ga na svakom koraku.
Iz Francuske ga istjeruju 1929. godine, a iste godine izlazi mu knjiga "Magija u teoriji i praksi". Ponovno se ženi, a između 1930. i 1934. luta Njemačkom i Portugalom. Godine 1935. doživljava potpuni slom i bankrot.
U vremenu 1936. – 1938. boravi u Njemačkoj gdje upoznaje Aldousa Huxleyja.
Godine 1937. objavio je "The Equinox of the Gods", a knjiga "The Book of Thoth" zajedno s tarot kartama, koje je pod njegovim vodstvom dizajnirala Frieda Harris, bit će objavljena 1944. godine. Crowley umire tri godine iza toga, 1. prosinca 1947. godine.
Neki mu pripisuju titulu "oca modernog sotonizma", koji mu deklarirani sotonisti opovrgavaju, neki ga smatraju najvećim magom modernog doba, drugi notorniom kriminalcem i ovisnikom, treći luđakom, a najbliže istini je da je bio pomalo od svega toga.

## Thelema
Thelema je mistično filozofsko učenje koje je utemeljio Crowley objavom Knjige zakona 1904. godine. U tom djelu dao je osnove novog učenja, kako ga je, navodno, primio od strane svog Svetog anđela čuvara - Aiwassa, koji ga je zadužio da bude prorok Theleme. Oni koji taj Zakon proučavaju i provode obično se nazivaju Thelemiti.
Temeljni zakon Theleme sadržan je u izreci Do what thou wilt shall be the whole of the law (Čini što ti Volja i to neka ti bude sav zakon).
Sustav Theleme sadrži u sebi ideje preuzete iz okultizma, yoge te Zapadnog i Istočnog misticizma.